# Міхурник східний
Міхурник східний (Colutea orientalis) — вид квіткових рослин з родини бобових (Fabaceae).

## Біоморфологічна характеристика
Кущ 2–4 м заввишки. Листочки майже округлі. Квітки оранжево-червоні; крила значно коротші за човники; човник із дзьобом.

## Поширення
Поширення: Крим, Північний Кавказ, Південний Кавказ.
В Україні вид росте на кам'янистих схилах; культивують у садах — на південному макросхилі Кримських гір